# Octave Uzanne
Pour les articles homonymes, voir Uzanne (homonymie).
Louis Octave Uzanne, né à Auxerre le 14 septembre 1851 et mort à Saint-Cloud le 31 octobre 1931, est un homme de lettres, bibliophile, éditeur et journaliste français.

## Biographie
Fils de Charles Uzanne et Laurence Octavie Chaulmet, Octave Uzanne est issu d'une famille de commerçants d'origine savoyarde installée à Auxerre depuis la Révolution. Après des études classiques au collège d'Auxerre, il s'établit à Paris pour y compléter ses études de droit, puis rencontre à la bibliothèque de l'Arsenal, l'érudit Paul Lacroix, qui lui donne le goût de la bibliophilie ; il se passionne aussi pour les arts graphiques du XVIIIe siècle. Il est le frère cadet de Joseph Uzanne (1850-1937), qui fut journaliste et critique d'art, membre des Hydropathes.
À partir d'avril 1876, Octave Uzanne collabore au Conseiller du bibliophile (1876-1877) et fonde ensuite successivement quatre revues : Les Miscellanées bibliographiques (1878-1880) avec Édouard Rouveyre, Le Livre : bibliographie moderne (1880-1889), Le Livre moderne : revue du monde littéraire et des bibliophiles contemporains (1890-1891) et L'Art et l'idée : revue contemporaine du dilettantisme littéraire et de la curiosité (1892-1893), ces trois dernières chez l'éditeur Albert Quantin. Ce dernier fut l'éditeur d'Octave Uzanne de 1878 à 1894 et sans doute aussi un ami proche, partageant avec lui la même passion pour la bibliophilie. Ils publièrent ensemble la revue bibliographique Le Livre et c'est sous sa direction que fut créée la collection « Petits poètes du XVIIIe siècle ». Uzanne publie des œuvres inédites, avec notices bio-bibliographiques, de nombreux auteurs, tels que Paradis de Moncrif et Benserade, Caylus et Besenval, Sade — qui était tombé dans l'oubli — et des inédits de Baudelaire. En 1889, avec 160 autres personnes, il fonde une société d'édition d'écrivains français, la Société des bibliophiles contemporains, devenue plus tard la Société des bibliophiles indépendants, dont l'un des éditeurs plus actifs sera Henri Floury. À partir de 1894, il est le préfacier de plusieurs des quatorze volumes des Figures contemporaines tirées de l'Album Mariani dont son frère rédige les notices pour Angelo Mariani.
Octave Uzanne ne se maria jamais. Il faisait une distinction entre l'amour et le mariage : il eut donc beaucoup d'aventures mais ne souhaita jamais se marier et n'eut ainsi pas d'enfants. Il publie aussi des œuvres personnelles : romans, ouvrages de fantaisie, études bibliographiques, parmi lesquelles on cite le plus souvent ses ouvrages sur la mode féminine. Ce sont des éditions somptueusement illustrées, à petit tirage, produites en collaboration avec des artistes tels que Paul Avril et Félicien Rops. Entre deux livres, Uzanne part en excursion à Londres ou Bruxelles ; il fait le tour du monde en 1893. Il part notamment aux États-Unis, au Japon et à Ceylan, comme nous l'apprend Remy de Gourmont. Il tirera quelques chroniques de ses voyages. 
Il fut l'un des témoins de Jean Lorrain lors de son duel, à Meudon, avec Marcel Proust le 6 février 1897.
Il fréquente les milieux de l'art nouveau, qu'il contribue grandement à influencer, et du symbolisme et se lie en particulier avec Jean Lorrain, Barbey d'Aurevilly, Remy de Gourmont, Albert Robida. Uzanne collabore avec ce dernier pour écrire un recueil de Contes pour les bibliophiles, qui contient la célèbre nouvelle d'anticipation intitulée La Fin des livres (1895), où les auteurs s'interrogent de manière ironique sur le progrès technologique et son impact sur les hommes. Il contribue également à des journaux et à des revues tels que La Plume, Le Monde moderne, L'Écho de Paris, La Dépêche de Toulouse, Le Figaro, le Mercure de France.
Il passe ses dernières années dans son appartement de Saint-Cloud, toujours entouré de livres et toujours écrivant, où ses fidèles viennent « entendre Octave Uzanne remuer les cendres tièdes encore de ce passé qu'il aimait ».
Il a été incinéré au crématorium du cimetière du Père-Lachaise.

## Principales publications

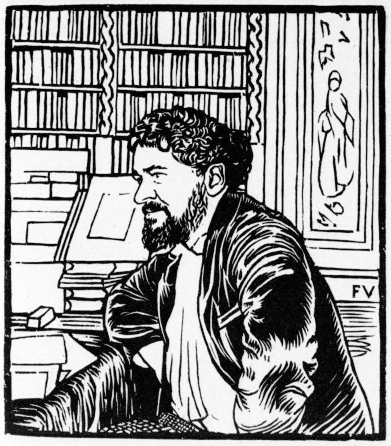
Portrait par Félix Vallotton.

Autographe.

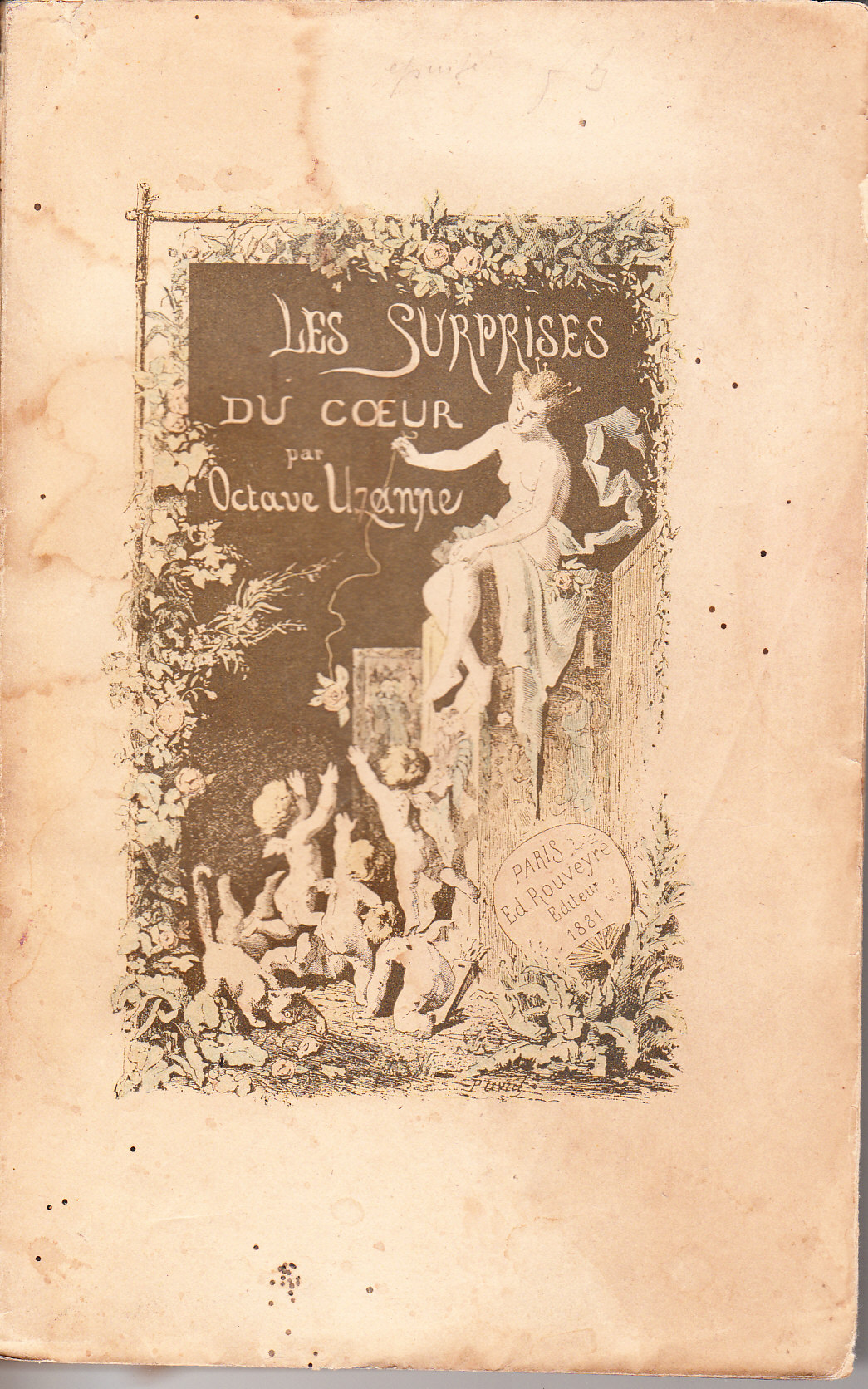
Les Surprises du cœur (éditions Édouard Rouveyre, 1881)
illustré par Paul Avril.

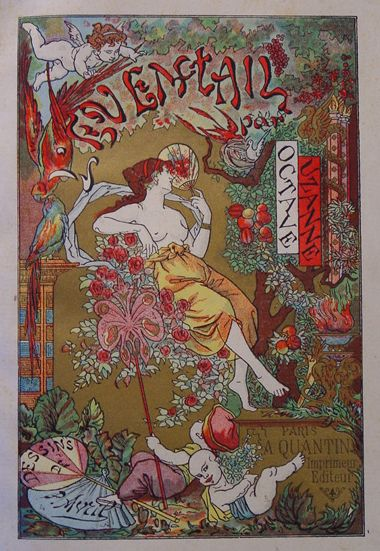
L'Éventail (1882)
illustré par Paul Avril.

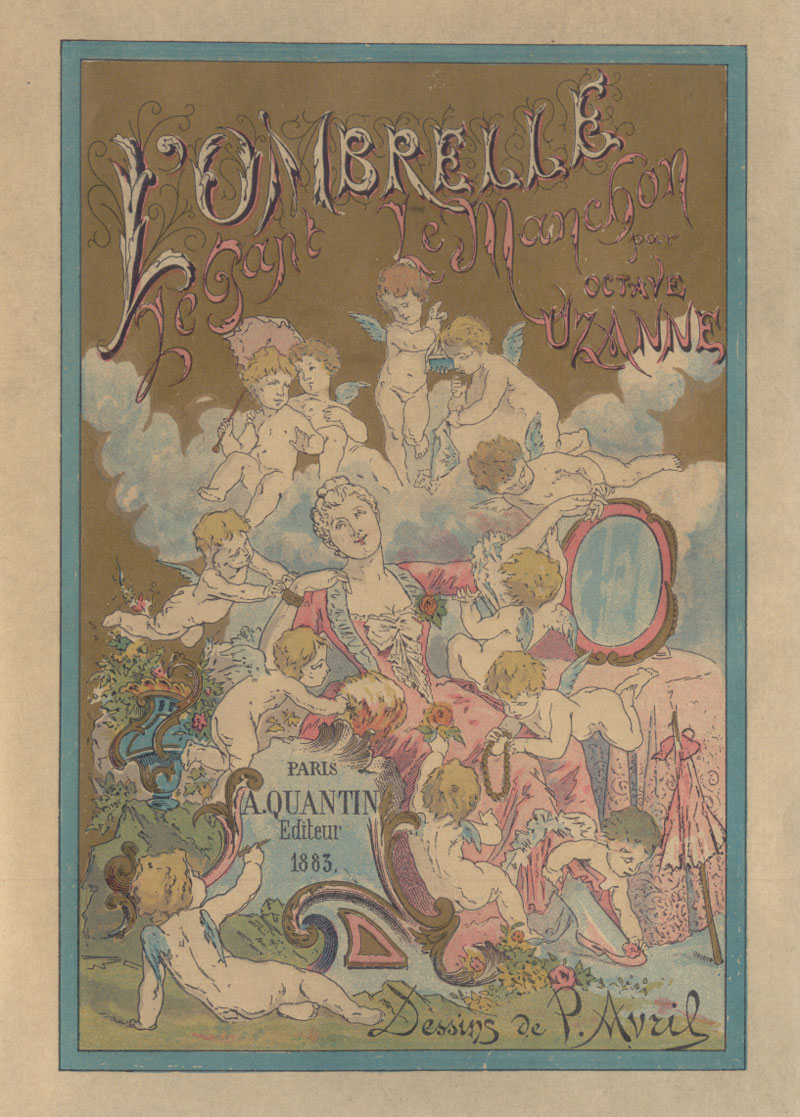
L'Ombrelle, le gant, le manchon (1883)
illustré par Paul Avril (1883).

- Caprices d'un bibliophile (1878).
- Le Bric-à-brac de l'amour (1879) — Texte en ligne.
- Le Calendrier de Vénus (1880) — Texte en ligne : Gutenberg.  Gallica.
- Les Surprises du cœur (1881), frontispice de Bichard.
- L'Éventail (1882), illustration de Paul Avril — Texte en ligne.
- L'Ombrelle, le gant, le manchon (1883) — Texte en ligne.
- Son altesse la femme, Paris, A. Quantin, 1885 (BNF 36585073).
- Nos Amis les livres. Causeries sur la littérature curieuse et la librairie (1886).
- La Française du siècle : modes, mœurs, usages (1886) — Texte en ligne.
- La Reliure moderne artistique et fantaisiste (1887).
- Physiologie des quais de Paris, du Pont Royal au Pont Sully. Bouquinistes et bouquineurs, illustré par Émile Mas, (Maison Quantin, 1887) — Texte en ligne ; traduit en anglais, Book-Hunters in Paris: studies among the bookstalls and the quays (Londres, 1893).
- Le Miroir du Monde, notes et sensations de la vie pittoresque (1888) — Texte en ligne .
- Les Zigzags d'un curieux : causeries sur l'art des livres et la littérature d'art (1888) — Texte en ligne.
- Le Paroissien du célibataire, observations physiologiques et morales sur l'état du célibat (1890).
- La Femme et la mode, métamorphoses de la parisienne de 1792 à 1892 (1892).
- Les Ornements de la femme : l'éventail, l'ombrelle, le gant, le manchon (1892) — réédition de  L'Éventail et de L'Ombrelle, le gant, le manchon, Texte en ligne.
- Vingt Jours dans le Nouveau Monde (1893) — Texte en ligne.
- Parisiennes de ce temps en leurs divers milieux, états et conditions : études pour servir à l'histoire des femmes, de la société, de la galanterie française, des mœurs contemporaines et de l'égoïsme masculin (1894) — Texte en ligne.
- La Femme à Paris : nos contemporaines, notes successives sur les Parisiennes de ce temps dans leurs divers milieux, états et conditions (1894), couverture de Léon Rudnicki et illustrations de Pierre Vidal.
- Coiffures de style : la parure excentrique, époque Louis XVI (1895).
- Contes pour les bibliophiles (1895), avec Albert Robida ; contient : « La Fin des livres » — Texte en ligne.
- Voyage autour de sa chambre, 40 illustrations d'Henri Caruchet, gravées à l'eau-forte par Frédéric Massé, Paris, Pour les Bibliophiles indépendants - Henri Floury (1896).
- Dictionnaire bibliophilosophique, typologique, iconophilesque, bibliopegique et bibliotechnique à l’usage des bibliognostes, des bibliomanes et des bibliophilistins (1896), illustré entre autres par Oswald Heidbrinck.
- Féminies : huit chapitres inédits dévoués à la femme, à l'amour, à la beauté (1896), avec Gyp, Abel Hermant, Henri Lavedan et Marcel Schwob.
- École des faunes, théâtre des fantaisies muliéresques, Contes de la vingtième année : Bric-à-brac de l'amour, Calendrier de Vénus , Floury, 1896 lire en ligne sur Gallica.
- La Bohème du cœur, souvenirs et sensations d'un célibataire (1896)
- Badauderies parisiennes. Les Rassemblements physiologiques de la Rue, illustré par Félix Vallotton et François Courboin (1896).
- Les Évolutions du bouquin. La nouvelle bibliopolis, voyage d'un novateur au pays des Néo-icono-bibliomanes, illustré par Henri Patrice Dillon (1897).
- L'art dans la décoration extérieure des livres en France et à l'étranger : les couvertures illustrées, les cartonnages d'éditeurs, la reliure d'art sur Gallica (1898).
- Almanach de douze sports, illustré par William Nicholson, Paris, Société française d'éditions d'art L.-Henry May (1898).
- Monument esthématique du XIXe siècle : les modes de Paris, variations du goût et de l'esthétique de la femme, 1797-1897 (1898) — Texte en ligne.
- La Panacée du Capitaine Hauteroche (1899) — Texte en ligne.
- La Cagoule. Visions de notre heure : choses et gens qui passent, notations d'art, de littérature et de vie pittoresque (1899), illustré par Henri Patrice Dillon (couverture), Eric Forbes-Robertson (frontispice) et Léon Rudnicki (vignettes).
- Sports et transports en France et à l'étranger : la locomotion à travers l'histoire et les mœurs (1900).
- L'Art et les artifices de la beauté (1902).
- Les Deux Canaletto, biographie critique (1907).
- Le Spectacle contemporain ; sottisier des mœurs : quelques vanités et ridicules du jour, modes esthétiques, domestiques et sociales, façons de vivre, d'être et de paraître, bluffs scientifiques et médicaux, évolution des manières, de l'esprit et du goût (1911).
- Le Célibat et l'amour : traité de vie passionnelle et de dilection féminine (1912) — Texte en ligne.
- Jean Lorrain : l'artiste, l'ami, souvenirs intimes, lettres inédites, Paris, coll. « Les amis d'Édouard » (no 14), 1913, 71 p. (lire en ligne).
- L'Angleterre juive. Israël chez John Bull (1913) [sous le pseudonyme de Théo-Doedalus].
- Instantanés d'Angleterre : Londres et sa vie sociale, spectacles mondains, sportifs et militaires, l'art et les artistes, types populaires, la femme à Londres, mœurs britanniques, paysages et pèlerinages (1914).
- Barbey d'Aurevilly (1927) — Texte en ligne.
- Les Parfums et les fards à travers les âges (1927).

Revues
- Miscellanées bibliographiques (1878-1880), avec Édouard Rouveyre.
- Le Livre, revue du monde littéraire, archives des écrits de ce temps, bibliographie moderne (1882-1889).
- Le Livre moderne, revue du monde littéraire et des bibliophiles contemporains (1890-1891).
- L'Art et l'Idée. Revue contemporaine ou Dilettantisme littéraire et de la curiosité  (2 volumes, 1892).